# Relaciones de sucesos
Las relaciones de sucesos son un género histórico-literario que, junto
con los avisos, precedió al periodismo propiamiente dicho en los siglos XV, XVI y XVII.

## Concepto
Nieves Pena Sueiro las define como

Textos ocasionales en los que se relatan acontecimientos con el fin de informar, entretener y conmover al receptor. Habitualmente consideradas como antecesoras de la prensa actual, cubren todos los aspectos tratados por ésta en sus diferentes secciones […], pero con la salvedad que cada Relación suele referir un solo acontecimiento. Abordan diversos temas: festivos (entradas, bodas reales, exequias, beatificaciones, canonizaciones, etc.), políticos y religiosos (guerras, autos de fe, etc.), extraordinarios (milagros, catástrofes naturales, desgracias personales), viajes, etc. Su forma y extensión son variables: pueden ser breves (escritas en una simple hoja volandera, un pliego o un libro de cordel), o extensas (y alcanzar la forma de libro, que puede llegar a ser voluminoso) y se difunden de forma manuscrita e impresas.
Nieves Pena Sueiro, «Estado de la cuestión sobre el estudio de las Relaciones de sucesos», en Pliegos de Bibliofilia, 13 (2001), p. 43.

En efecto, se trata de informes noticieros escritos sobre uno o varios acontecimientos festivos o históricos importantes que causan mucha expectación. Solían ser encargados a un escritor por los ayuntamientos, por la corona, por la iglesia o por personas notables que querían así tener un recuerdo del acontecimiento, y a veces eran impresos o, cuando menos, cosidos a los libros de acuerdos capitulares o registros de los ayuntamientos. Constituyen por esto una fuente histórica inapreciable para el estudio de esos siglos, y por este motivo en 1998 se fundó la Sociedad Internacional para el Estudio de las Relaciones de Sucesos (SIERS).
Estos documentos narran acontecimientos ocurridos con el fin de informar, entretener y conmover al público lector u oyente. Sus temas son muy diversos, entre ellos acontecimientos histórico-políticos (guerras, autos de fe...), sucesos monárquicos, fiestas religiosas o cortesanas, viajes, sucesos extraordinarios como catástrofes naturales, milagros, desgracias personales... Pueden ser manuscritas o impresas, en verso o en prosa, y constan de un solo pliego (la mayor parte tienen esta forma de pliego suelto compuesto por dos o cuatro hojas), pero incluso pueden alcanzar las dimensiones de un libro voluminoso.

## Información, control e identidad. Las relaciones de sucesos, ariete en la guerra psicológica contra 'el Turco'
En una etapa convulsa, irremediablemente marcada en el contexto internacional por el antagonismo político-militar entre cristianos y otomanos, las relaciones de sucesos se erigen en un arma de guerra más contra el Turco. Como muy bien señala Rubén González Cuerva, pese a haber sido el género literario más popular y accesible de la época, las relaciones no han despertado el interés de la historiografía española hasta fechas recientes, coincidiendo con el éxito de la historia sociocultural y de las mentalidades, por lo que queda mucho por conocer e investigar de estos textos, aún sin catalogar completamente. No existe todavía un detallado análisis de su volumen cuantitativo y de su evolución cronológica, si bien las publicaciones catalogadas hasta el momento arrojan claves muy elocuentes para conocer la verdadera impronta del turco en el imaginario español de la Edad Moderna

## Características
Fueron obras de consumo inmediato y baja calidad, si bien narran hechos del presente interpretados precisamente desde el presente, por lo que arrojan claves
sociopolíticas muy ajustadas que nos acercan la mentalidad, el imaginario colectivo o las mismas estrategias oficiales de interacción-coacción, entre otros múltiples aspectos, sobre el choque entre dos concepciones religiosas y sociológicas que se dirimen en el Mediterráneo, pero también en el mismo corazón de Europa. Más que la objetividad o precisión de los hechos que narran, quizá su mayor interés resida precisamente en la construcción que ofrecen de los mismos. Un relato de la guerra entre identidades construidas, dirigido a captar el mayor número de receptores posible mediante la explotación de recursos temáticos y estilísticos de carácter coloquial, y donde se entrecruzan objetivos doctrinales e ideológicos, pero también interés por informar y por entretener. La etiqueta común con la que se conoce a este género preperiodístico es la de relaciones de sucesos. Sin embargo, el calificativo de sucesos no se empleaba en la Edad Moderna y sí el de relación. Los expertos de los siglos XIX y XX generalizan este calificativo, que se consagra en los títulos de trabajos fundamentales como el repertorio de Mercedes Agulló y Cobo: Relaciones de sucesos, I. Años 1477-1619, Madrid, 1966. Sin embargo, también se usaron otras definiciones como nuevas, noticias, gacetas, cartas, avisos o pronósticos. A pesar de su indudable carácter popular, no sólo tienen a las capas sociales más bajas como únicos consumidores. El propio cronista real de Felipe IV Juan Tamayo de Vargas critica las relaciones porque las escriben enemigos y opositores a la Monarquía y dan información no creíble y sólo entretenida: 
[Las relaciones] que venden los ciegos, que ordinariamente o se escriben a gusto dellos interesados o con el testimonio de una simple carta y sin autoridad […] para hacer granjería, engañando al vulgo que las cree por impresas y a los demás que por poco dinero leen costas extrañas.
Se podría inferir de esta andanada que ciertas relaciones estuviesen impregnadas de tintes contestatarios y subversivos frente al orden social establecido. Sin descartar en absoluto este enfoque, es indudable que las relaciones, al menos las analizadas desde la perspectiva propuesta, están al servicio de las imposiciones ideológicas y culturales de la monarquía y la Iglesia. Todas disponen de la preceptiva licencia, imprescindible para poder publicarlas. Es más, la cita anterior ejemplifica muy bien una actitud preponderante en la época: la de identificar cultura popular con ignorancia e incultura.
Una actitud que cambia radicalmente con el Barroco cuando, como muy bien señala Rosa María Alabrús Iglesias, las élites se interesan tanto por ella que convierten la cultura en opinión, revalorizándose los sectores populares como receptores culturales.

## Cronología
Surgen en el siglo XV d. C. vinculadas al género epistolar: la carta-relación, que informa generalmente a un particular de algún acontecimiento del que fue testigo el emisor. Su uso se va extendiendo en el siglo XVI d. C., en el que aparece ya la Relación de sucesos de forma autónoma (aunque convivirá siempre con la carta) dirigida a un público más amplio, para alcanzar su apogeo en el siglo XVII d. C., sobre todo en los reinados de Felipe IV y Carlos II. Su desaparición vendrá condicionada por el nacimiento y éxito de las gacetas, ya en el siglo XVIII d. C., que amplían el mundo informativo al contar las noticias periódicamente, y no de manera ocasional como lo hacían las relaciones.